# Янчиково
Янчиково (тат. Яншык) — село в Рыбно-Слободском районе Республики Татарстан, в составе Бетьковского сельского поселения.

## География
Село находится на реке Бетька, в 12 км к северу от районного центра, посёлка городского типа Рыбная Слобода.

## История
Первоисточники упоминают о селе Дертули Апшеик с 1565-1567 годов, Дертюли Радовская тож с 1649 года, современное название с XVIII века.
В сословном плане, в XVIII веке и вплоть до 1860-х годов, жителей села причисляли к государственным крестьянам.
Число жителей села увеличивалось с 62 душ мужского пола в 1782 году до 737 человек в 1920 году. В последующие годы численность населения села постепенно уменьшалась и в 2020 году составила 78 человек.
По сведениям из первоисточников, в начале XX столетия в селе существовала мечеть, с 1917 года - медресе. Мечеть также была построена в 2012 году.
Административно, до 1920 года село относилось к Лаишевскому уезду Казанской губернии, с 1927 года (с перерывами) относится к Рыбно-Слободскому району Татарстана.

## Экономика и инфраструктура
Полеводство, животноводство. Эти виды деятельности, а также некоторые промыслы были характерны для жителей села и в XVIII-XIX столетиях.
В селе действуют дом культуры, библиотека.